# Alte Elster (Leipzig)
Die Alte Elster im Stadtgebiet von Leipzig war ein natürlicher Arm, der am Hochzeitswehr nahe dem Schreberbad seinen Lauf nahm, am äußersten östlichen Rand der Frankfurter Wiesen – zugleich westliche Bebauungsgrenze des Waldstraßenviertels – entlangfloss und sich schließlich im Auenwald mit dem Elstermühlgraben vereinigte.

## Geschichte
Der natürliche Lauf der Alten Elster wurde um 1854 von den Wasserbauingenieuren Kohl und Georgi zum Zwecke der Hochwasserregulierung begradigt. Sie diente ab diesem Zeitpunkt zur schnelleren Ableitung der im Bereich der Frankfurter Wiesen häufig auftretenden Hochwasser. In hochwasserfreien Zeiten führte der Flusslauf hingegen nur wenig Wasser, weshalb er auch die „faule Elster“ genannt wurde.
Joachim Ringelnatz (* 1883; † 1934) wohnte in seiner Kindheit in der unmittelbar am Flusslauf gelegenen Straße „An der Alten Elster“. Später dichtete er auf diese Zeit:
Wenn die Pappeln an dem Uferhange

schrecklich sich im Sturme bogen,

hu, wie war mir kleinem Kinde bange!

Drohend gelb ist unten Fluß gezogen. …
Nachdem 1922 das westlich gelegene Elsterbecken fertiggestellt worden war, hatte die Alte Elster ihren Nutzungszweck weitgehend verloren. Sie wurde deshalb bis 1926 verfüllt, wozu unter anderem der Aushub des Untergrundmessehauses verwendet wurde. Ihr einstiger Verlauf wurde mit einer doppelreihigen Lindenallee markiert.
Seit 2003 existieren von Seiten des Freistaats Sachsen und der Stadt Leipzig Pläne, die Alte Elster wegen der anhaltenden Verschlammung des Elsterbeckens zum Zwecke des Hochwasserschutzes zwischen Marschnerbrücke und Leutzscher-Allee-Brücke des Elstermühlgrabens in zum Teil leicht geändertem Verlauf neu anzulegen.